# Marskal af Sovjetunionen
Marskal af Sovjetunionen (russisk: Маршал Советского Союза, tr. Marsjal Sovetskogo Sojuza) var den højeste militære grad i de sovjetiske landstyrker.
I den sovjetiske flåde anvendtes den honorære titel admiral for den sovjetiske flåde som højeste grad.

## Historie
Efter Oktoberrevolutionen i 1917, gennemførtes der udrensninger i officerskorpset i den kejserlige russiske officerer, der blev anset for kontrarevolutionære og fyldt med reaktionære. Sovjetstaten forsøgte så vidt muligt undgå formelle officersgrader, men med tiden blev det nødvendigt at genindføre regulære tjenestegrader (løjtnant op til oberst) i Den røde hær. Den vigtige beslutning blev truffet af Folkekommissærernes råd den september 1935. Men det højeste kommandoniveau "general" nægtede rådet at indføre, da forbindelsen til den tsaristiske russiske militær var for stærk. øverst i hierarkiet er etableredes i stedet graden af Marskal af Sovjetunionen. 
I maj 1940 indførte i stedet en række kommandørgrader som erstatning for den almindelige generalgrad. Marskal af Sovjetunionen erstattede stort set den gamle kejserlige øverstbefalendetiteln generalfeltmarskal. Først og fremmest skabtes titlen af marskal som en ærestitel af officerer i Den Røde Hær, der kæmpede i den russiske borgerkrig.
I alt 41 personer blev udpeget til Marskal af Sovjetunionen. Efter Sovjetunionens sammenbrud i december 1991 pensioneredes alle indehavere af titlen, og graden ophørte med at deles ud. Det tilsvarende kommandoniveau i dagens Rusland, Marskal af Den Russiske Føderation.